# Gauntlet III: The Final Quest
Gauntlet III: The Final Quest è un videogioco della U.S. Gold pubblicato nel 1991 per Amiga, Atari ST, Commodore 64, ZX Spectrum e Amstrad CPC.
Appartiene alla serie di Gauntlet ed è stato commercializzato un anno dopo Gauntlet: The Third Encounter che era uscito solo per Atari Lynx.
Rispetto ai predecessori, introduce in particolare la visuale isometrica al posto della classica visuale dall'alto.
La versione Commodore 64, per motivi amministrativi, non ebbe in realtà una pubblicazione ufficiale, ma ne vennero distribuite un po' di copie confezionate su disco.

## Modalità di gioco
A parte il passaggio alla prospettiva isometrica, le caratteristiche di base del gioco rimangono le stesse dei precedenti Gauntlet. Le ambientazioni, sempre fantasy, sono 8 regni di 5 aree ciascuno, perlopiù all'aperto, con le pareti dei labirinti costituite da vegetazione, recinzioni, muri di cinta, fiumi.
Oltre ai quattro personaggi standard della serie di Gauntlet, Thor, Thyra, Merlin e Questor, sono disponibili quattro nuovi personaggi giocabili: Petras, un uomo roccia, Dracolis, un uomo lucertola, Blizzard, un uomo di ghiaccio, e Neptune una sirena.
La modalità multigiocatore cooperativa è disponibile per due giocatori.